# Кудашівська сільська рада
| Кудашівська сільська рада — орган місцевого самоврядування у Криничанському районі Дніпропетровської області з адміністративним центром у c-ще Кудашівка. Сільській раді підпорядковані населені пункти: - c-ще Кудашівка - с. Андріївка - с. Благословенна - с. Катеринівка - с. Ковалівка - с. Новожитлівка - с. Поляна |

## Склад ради
Рада складається з 16 депутатів та голови.

## Керівний склад сільської ради
| ПІБ                            | Основні відомості                                                                       | Дата обрання | Дата звільнення |
| ------------------------------ | --------------------------------------------------------------------------------------- | ------------ | --------------- |
| Буренко Світлана Олександрівна | Сільський голова, 1964 року народження, освіта, позапартійна                            | 26.03.2006   | 31.10.2010      |
| Зубко Петро Петрович           | Сільський голова, 1953 року народження, освіта середня спеціальна, член Партії регіонів | 31.10.2010   | 15.12.2013      |
| Гончарова Ольга Василівна      | Сільський голова, 1967 року народження, освіта середня спеціальна, член Партії регіонів | 15.12.2013   |                 |

Примітка: таблиця складена за даними джерела

## Розташування
Кудашівська сільська рада розташована в західній частині Криничанського району Дніпропетровської області, за 45 км від районного центру.

## Соціальна сфера
На території селищної ради знаходяться такі об'єкти соціальної сфери:
- Кудашівська середня загальноосвітня школа;
- Кудашівський дошкільний навчальний заклад;
- Андріївська загальноосвітня початкова школа-сад;
- Кудашівська лікарська амбулаторія;
- Андріївський фельдшерський пункт;
- Кудашівський сільський будинок культури.